# 미국-소련 해상 충돌 방지 협정
미국-소련 해상 충돌 방지 협정(영어: U.S.–Soviet Incidents at Sea agreement)은 미국과 소련 간에 해상에서 사건이 발생할 가능성을 줄이고, 사건이 발생할 경우 확대를 막기 위해 1972년에 체결된 양자 협정이다.
미국은 1968년에 이 협정에 대한 회담을 제안했고 소련이 이를 수락했다. 회담은 1971년 10월 11일 모스크바에서, 1972년 5월 17일 워싱턴 D.C.에서 진행되었다. 최종 협정은 1972년 5월 25일 1972년 모스크바 정상회담에서 미국 해군장관 존 워너와 소련 해군 총사령관 세르게이 고르시코프 소련군 원수가 서명했다.

## 조항
이 협정은 다음을 규정한다.
- 선박 충돌을 피하기 위한 조치
- 상대방의 "대형"에 간섭하지 않는다.
- 해상 교통이 혼잡한 지역에서의 기동을 피한다.
- 간첩선이 조사 대상으로부터 안전 거리를 유지하여 "감시 중인 선박에 당황하거나 위험을 주지 않도록" 한다.
- 선박이 서로 가까이에서 기동할 때 승인된 국제 신호를 사용한다.
- 상대방 선박의 조타실을 향해 모의 공격을 하거나 물체를 발사하거나 조명하지 않는다.
- 잠수함이 가까이에서 훈련할 때 선박에 통지한다.
- 항공기 지휘관은 상대방 항공기 및 선박에 접근할 때 최대한의 주의와 신중을 기하고, 항공기나 선박에 대한 모의 공격, 선박 상공에서의 곡예 비행, 근처에 위험한 물체를 투하하는 것을 허용하지 않는다.

또한 양측은 "항해 또는 비행 중인 항공기에 위험을 초래할 수 있는" 모든 예상 활동에 대해 원칙적으로 3~5일 전에 통보하고, 사건 정보를 각국 수도에 파견된 해군 무관을 통해 전달하며, 협정 이행을 검토하기 위해 연례 회의를 개최하는 데 동의했다.

## 같이 보기
- 대한항공 007편 격추 사건 § 대한항공 007편 격추 사건 국제 수역 수색 - 해상 충돌 방지 협정 위반 사건
- 해상 우발적 조우 행동 규범

## 추가 자료
- David F. Winkler의 Cold War at Sea. Naval Institute Press, Annapolis, copyright 2000. ISBN 1-55750-955-7